# Эндрюс (авиабаза)

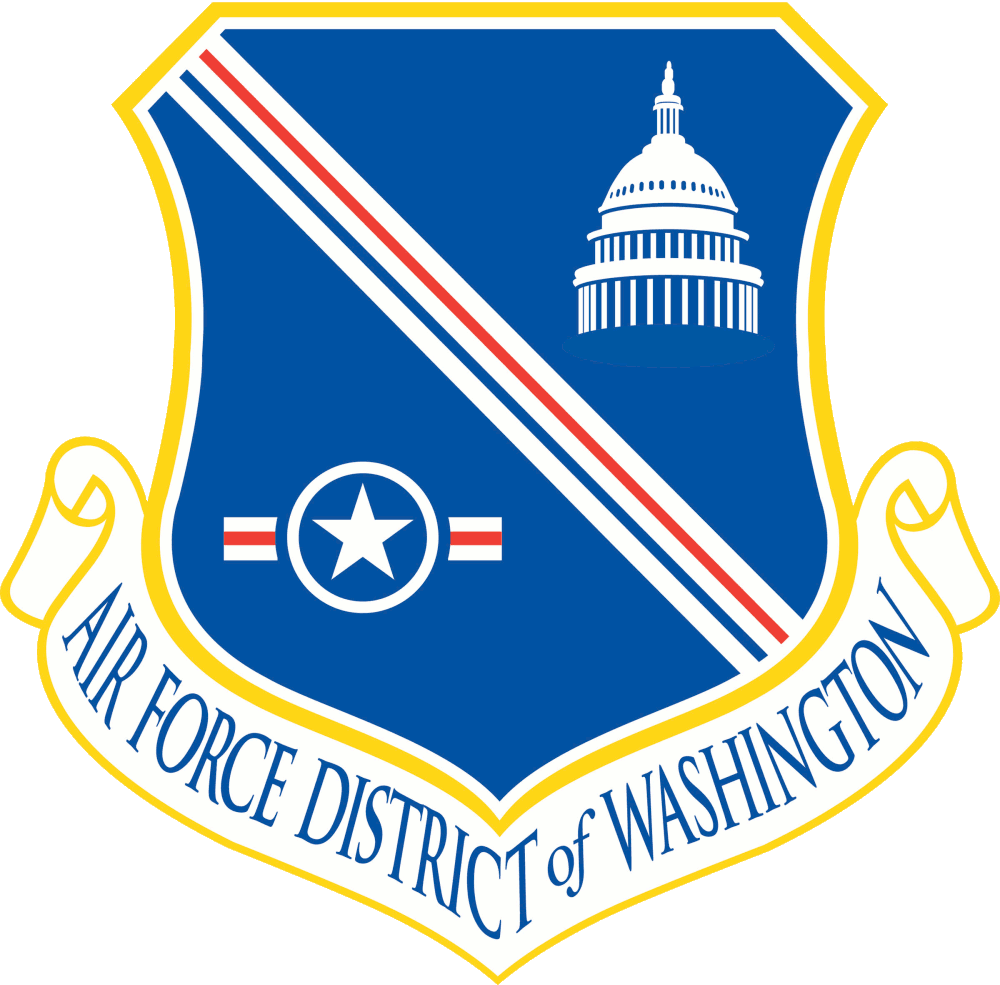
Эмблема

Объединённая база Эндрюс Морской авиации США (англ. Joint Base Andrews Naval Air Facility) (IATA: ADW, ICAO: KADW, FAA LID: ADW) — объединённая база расположенная в г. Кэмп-Спрингс, штат Мэриленд — в 24 км на юго-восток от центра Вашингтона.
Авиабаза Эндрюс была создана в 1942 году, названа в честь генерал-лейтенанта Фрэнка Максвелла Эндрюса (1884—1943).

## Обзор

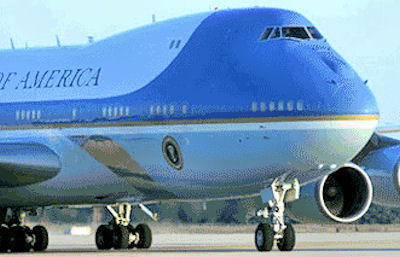
VC-25 (Борт № 1) 89-е авиакрыло

На авиабазе базируется «борт Номер Один» — самолет президента США. Базу часто используют для встречи иностранных делегаций. Также отсюда вылетают множество правительственных самолетов.
На базе располагаются более 60 различных структур. Эндрюс находится рядом с городом Кэмп-Спрингс, округ Принс-Джорджес, штат Мэриленд и в 10 милях (16 км) к юго-востоку от города Вашингтон, округ Колумбия. Площадь 4320 акров (1750 га), численность около 20 000 военных и гражданских специалистов и членов их семей.
1 октября 2009 года в целях экономии средств произошло объединение структуры Флота США с правительственными структурами.

## На базе расположены
- 316-е крыло
- 89-е Мобильное авиакрыло
- ВВС округа Вашингтон
- 79 медицинское авиа крыло
- 457 воздушная эскадрилья
- 113 крыло
- Мобильный отряд
- 459 крыло дозаправщиков
- 744-я эскадрилья связи
- Центр Национальной гвардии ВВС
- Гражданский воздушный патруль
- 321 Эскадрилья Флота США
- 209 Радиолокационная эскадрилья
- Службы материально-технического обеспечения эскадрилий 1, 53, 48
- Бюро Национальной гвардии
- Отдел Флота США
- Коммуникационный центр Флота США
- Полиции штата Мэриленд авиационная часть (медицинская эвакуация вертолетом)
- Федеральное управление гражданской авиации

## Самолёты
- C-20B/D
- C-21
- C-32A
- C-37A
- C-37B
- C-38
- C-40B/C
- C-130 Hercules
- EA-6B Prowler
- F-16 Fighting Falcon
- KC-135R Stratotanker
- UC-12 Huron
- UC-35
- UH-1N
- VC-25A, борт Номер Один (89-е авиакрыло)